# Campionati italiani di triathlon medio del 2016
I Campionati italiani di triathlon medio del 2016 sono stati organizzati dalla Federazione Italiana Triathlon e si sono tenuti a Lovere in Lombardia, in data 22 maggio 2016.
La gara ha previsto 1,9 km di nuoto, 85 km della frazione ciclistica ed una frazione podistica finale di 21 km.
Tra gli uomini ha vinto Giulio Molinari ( Carabinieri), mentre la gara femminile è andata a Martina Dogana (CY Laser TriSchio).

## Risultati

### Élite uomini
| Pos. | Atleta                      | Società sportiva     | Nuoto    | Bici     | Corsa    | Totale   |
| ---- | --------------------------- | -------------------- | -------- | -------- | -------- | -------- |
|      | Giulio Molinari             | Carabinieri          | 00:22:49 | 02:17:01 | 01:19:49 | 04:01:56 |
|      | Federico Gregorio Incardona | No Limits Friends    | 00:25:45 | 02:20:45 | 01:18:40 | 04:07:28 |
|      | Alberto Alessandroni        | Fiamme Oro           | 00:22:54 | 02:22:26 | 01:21:02 | 04:08:37 |
| 4    | Mauro Pera                  | PPRTeam              | 00:23:00 | 02:26:00 | 01:20:12 | 04:11:40 |
| 5    | Marco Dalla Venezia         | Liger Team Keyline   | 00:22:34 | 02:26:01 | 01:21:45 | 04:12:49 |
| 6    | Pietro Felice Di Silvio     | The Hurricane        | 00:26:29 | 02:21:46 | 01:24:35 | 04:15:45 |
| 7    | Norman Masé                 | Dolomitica Nuoto CTT | 00:27:46 | 02:20:29 | 01:25:22 | 04:16:10 |
| 8    | Emanuele Ciotti             | The Hurricane        | 00:25:51 | 02:25:06 | 01:22:30 | 04:16:16 |
| 9    | Pierluigi Senor             | CUS Torino Triathlon | 00:28:07 | 02:21:58 | 01:24:33 | 04:18:10 |
| 10   | Mattia Camporesi            | T.D. Rimini          | 00:30:15 | 02:27:14 | 01:17:48 | 04:18:29 |
| 11   | Gabriele Vergano            | CUS Torino Triathlon | 00:26:28 | 02:30:15 | 01:20:34 | 04:19:54 |
| 12   | Ivan Risti                  | DDS                  | 00:22:50 | 02:25:42 | 01:30:43 | 04:21:34 |
| 13   | Simone Mantolini            | The Hurricane        | 00:26:03 | 02:23:20 | 01:29:37 | 04:21:35 |
| 14   | Fabio Giacomelli            | Freezone             | 00:33:10 | 02:28:37 | 01:18:02 | 04:22:41 |
| 15   | Alessandro Robustelli       | Atletica Manara      | 00:28:22 | 02:28:26 | 01:23:35 | 04:22:58 |
| 16   | Massimo Giacopuzzi          | Liger Team Keyline   | 00:26:51 | 02:29:41 | 01:24:11 | 04:23:43 |
| 17   | Giovanni Maiello            | Virtus               | 00:32:34 | 02:26:10 | 01:22:21 | 04:23:53 |
| 18   | Leonardo Simoncini          | T.D. Rimini          | 00:26:49 | 02:29:57 | 01:24:53 | 04:24:14 |
| 19   | Matteo Annovazzi            | PPRTeam              | 00:25:49 | 02:27:47 | 01:28:15 | 04:24:15 |
| 20   | Andrea Pederzolli           | CUS Trento CTT       | 00:22:45 | 02:25:56 | 01:33:34 | 04:24:38 |

### Élite donne
| Pos. | Atleta             | Società sportiva         | Nuoto    | Bici     | Corsa    | Totale   |
| ---- | ------------------ | ------------------------ | -------- | -------- | -------- | -------- |
|      | Martina Dogana     | CY Laser TriSchio        | 00:22:49 | 02:17:01 | 01:19:49 | 04:01:56 |
|      | Michela Menegon    | Val di Merse Triathlon   | 00:25:45 | 02:20:45 | 01:18:40 | 04:07:28 |
|      | Marta Bernardi     | Tri Evolution            | 00:22:54 | 02:22:26 | 01:21:02 | 04:08:37 |
| 4    | Michela Santini    | Firenze Triathlon        | 00:23:00 | 02:26:00 | 01:20:12 | 04:11:40 |
| 5    | Francesca Tibaldi  | Forhans Team             | 00:22:34 | 02:26:01 | 01:21:45 | 04:12:49 |
| 6    | Laura Pederzoli    | PPRTeam                  | 00:26:29 | 02:21:46 | 01:24:35 | 04:15:45 |
| 7    | Annalisa Bertelle  | Padova Nuoto Fidia       | 00:27:46 | 02:20:29 | 01:25:22 | 04:16:10 |
| 8    | Ilaria Zavanone    | Raschiani Tri Pavese     | 00:25:51 | 02:25:06 | 01:22:30 | 04:16:16 |
| 9    | Sara Tavecchio     | Forhans Team             | 00:28:07 | 02:21:58 | 01:24:33 | 04:18:10 |
| 10   | Elisabetta Villa   | Triathlon Team Pordenone | 00:30:15 | 02:27:14 | 01:17:48 | 04:18:29 |
| 11   | Irene Coletto      | CY Laser TriSchio        | 00:26:28 | 02:30:15 | 01:20:34 | 04:19:54 |
| 12   | Roberta Maule      | Peschiera Triathlon      | 00:22:50 | 02:25:42 | 01:30:43 | 04:21:34 |
| 13   | Teodolinda Camera  | Virtus                   | 00:26:03 | 02:23:20 | 01:29:37 | 04:21:35 |
| 14   | Paola Goldoni      | Desenzano Triathlon      | 00:33:10 | 02:28:37 | 01:18:02 | 04:22:41 |
| 15   | Luisa Fumagalli    | Woman Triathlon Italia   | 00:28:22 | 02:28:26 | 01:23:35 | 04:22:58 |
| 16   | Barbara Davolio    | Woman Triathlon Italia   | 00:26:51 | 02:29:41 | 01:24:11 | 04:23:43 |
| 17   | Silvia Colussi     | Forhans Team             | 00:32:34 | 02:26:10 | 01:22:21 | 04:23:53 |
| 18   | Monica Ferrari     | PPRTeam                  | 00:26:49 | 02:29:57 | 01:24:53 | 04:24:14 |
| 19   | Silvia Tabacco     | Precision Team           | 00:25:49 | 02:27:47 | 01:28:15 | 04:24:15 |
| 20   | Cristina Cominardi | Team Bike Gussago        | 00:22:45 | 02:25:56 | 01:33:34 | 04:24:38 |